# Caitlin Foord
Caitlin Foord, née le 11 novembre 1994 à Shellharbour en Australie, est une footballeuse internationale australienne. Elle évolue au poste d'attaquante à Arsenal.
Elle est devenue la plus jeune australienne (hommes et femmes confondues) à jouer une Coupe du monde lorsqu'à 16 ans elle joue pour l'Australie lors de la Coupe du monde féminine de football 2011.

## Biographie

### Central Coast Mariners, 2009
À l'âge de 16 ans, Foord signe avec Central Coast Mariners pour la saison 2009 de la W-League, mais ne jouera aucun match.

### Sydney FC, 2010-2014

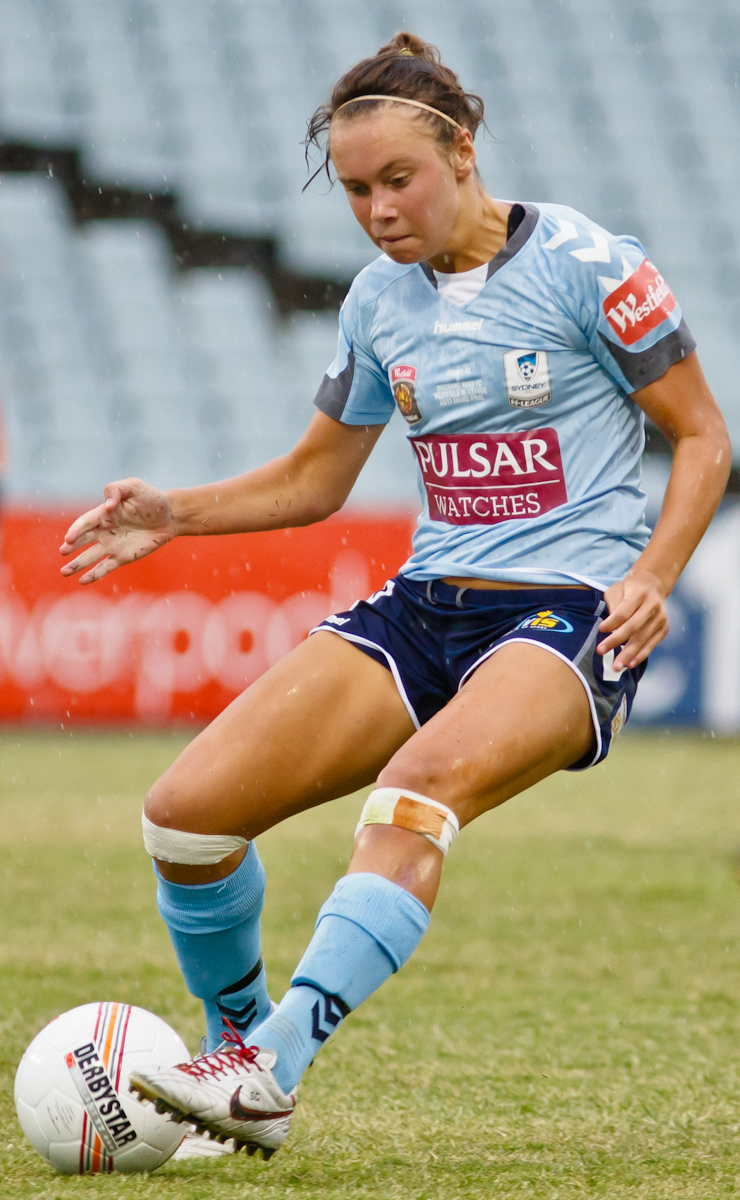
Foord jouant pour Sydney FC dans la grande finale de la 2010-11 W-League.

Le club Central Coast Mariners annonce qu'il ne renouvellera une équipe féminine pour la saison 2010-11 de la W-League, Foord est ainsi transférée au Sydney FC. Elle y passa 4 saisons de suite, joua dans 44 matchs et marqua 10 buts.

#### Saison 2010-2011
Foord marque son premier but pour Sydney FC, le 20 novembre 2010 lors d'une victoire 4-1 face à Adelaide United. Ce fût son seul et unique but lors de cette saison de la W-League. Elle fut titulaire dans 10 des 11 matchs qu'elle a joués. Sydney finit 1er de la ligue.

#### Saison 2011-2012
Foord fût titulaire dans 5 des 11 matchs qu'elle joua et marqua 2 buts. Sydney finit 3ème de la ligue.

#### Saison 2012-2013
Foord marqua 3 buts en 11 matchs joués. Sydney finit 4ème de la ligue lors de la saison régulière. Après avec battu Brisbane Roar 3-2 lors des demi-finales, Foord aide Sydney FC à décrocher le titre du championnat avec une victoire 3-1 face à Melbourne Victory.

#### Saison 2013-2014
Foord marqua 4 buts en 11 matchs. Après avoir été sur le banc pendant plusieurs matchs en début de saison à cause d'une blessure au pied, elle marque un triplé contre Perth Glory lors d'une victoire 8-2. Sydney finit 2ème de la ligue.

### Sky Blue FC, 2013-2015
En mars 2013, il est annoncé que Foord a signé avec l'équipe américaine, Sky Blue FC maintenant renommé Gotham NJ/NY, pour la saison d'inauguration du Championnat des États-Unis féminin de soccer (NWSL). 

#### Saison 2013
Elle joua 15 matchs, aidant ainsi Sky Blue à atteindre leur unique apparence aux play-offs dans l'histoire du club.

#### Saison 2014
Lors de cette saison, Foord fût titulaire sur 20 des 21 matchs qu'elle joua. Sky Blue finit 6ème de la ligue. 
En août, elle signe un contrat d'un an pour joindre Perth Glory pour la saison 2014 de la W-League. En 12 matchs joué pour Perth, Foord marqua 5 buts.

#### Saison 2015
Cette année-là, une autre australienne rejoint l'équipe, Sam Kerr. En raison de la Coupe du monde féminine de football 2015, les deux compatriotes ne rejoignent pas leur équipe avant juin. Sky Blue finit 8ème de la ligue.
Foord re-signe avec Perth Glory pour la saison 2015-2016 de la W-League. Le 2 janvier 2016, elle se casse la clavicule nécessitant une intervention chirurgicale. Cette blessure met fin à sa saison.

### Retour à Sydney FC, 2016-2017
Le 13 septembre 2016, Sydney FC annonce que Foord a signé avec le club. Elle retourne dans le club pour lequel elle avait précédemment joué 4 saisons. Cette année-là, en 10 matchs elle marqua 2 buts.

### Vegalta Sendai Ladies, 2017
En janvier 2017, le club Vegalta Sendai Ladies du Championnat Japonais annonce que Foord a signé un contrat d'un an chez eux. Foord marqua 4 buts en 17 matchs, elle dira par la suite qu'elle a eu du mal à s'adapter au planning continuel de l'entrainement japonais.

### Second retour au Sydney FC, 2017-2020
Le 15 décembre 2017, après la fin de sa saison au Japon, Foord décide de retourner au Sydney FC et signe un contrat pour la fin de saison 2017-18 de la W-League.Foord marqua 3 buts en 6 matchs et aida Sydney à se qualifier pour les play-offs. Lors de la demi-finale contre Newcastle Jets FC, Foord subi une rupture des ligaments, nécessitant une opération. Cette blessure la mettra sur la touche pour la finale du championnat face à Melbourne City. Sydney perdit 0-2.
Lors de la saison 2018-19, Foord marque le second triplé de sa carrière contre Brisbane Roar. Ses trois buts permettent au Sydney FC de gagner 5-1 et de mettre fin à une série de matchs perdus.
Foord retour brièvement au Sydney FC pour la saison 2019-20, elle marque 2 buts en 9 apparitions avant de partir en janvier 2020 jouer en Angleterre pour Arsenal.

### Portland Thorns, 2018-2019
Le 11 janvier 2018, les droits de Foord dans la NWSL, alors détenus par Sky Blue FC, sont cédés au Seattle Reign FC (maintenant OL Reign). Par la suite un échange a lieu entre les clubs Seattle Reign FC et Thorns de Portland, Portland cède les droits d'Allie Long en échange de l'obtention de Foord.Cependant, Caitlin était toujours en train de jouer dans la ligue australienne à ce moment-là et souffrait de sa blessure faite en demi-finale du championnat. Ces événements font que Foord ne fait ses débuts pour les Thorns pas avant le 6 août 2018. Elle marque son premier but pour son club, le 14 avril 2019, lors d'une victoire 2-0 face à Pride d'Orlando.
Et le 8 janvier 2020, Portland cède les droits de Caitlin et de sa consœur Emily Sonnett au club Pride d'Orlando en échange du choix n°1 de ses derniers lors du 2020 NWSL College Draft.

### Arsenal, depuis 2020
Le 24 janvier 2020, Foord quitte le Sydney FC et signe pour le club Arsenal du Championnat d'Angleterre féminin de football, elle devient ainsi la quatrième australienne à rejoindre la ligue anglaise pour la saison 2019-2020. Elle fait ses débuts pour le club, le 23 février, et marque son premier but dans une victoire 2-0 contre Lewes lors d'un match de Coupe d'Angleterre de football. La semaine suivante, Cailtin est titulaire pour sa deuxième apparition, lors de la finale de la Coupe de la ligue anglaise, Arsenal perd 1-2 face à Chelsea.
Durant la saison 2020-21, Foord marque un but à la 60ème minute lors d'une victoire 3-1 face à Bristol City. Le 18 octobre, elle inscrit un doublé face à Tottenham, aidant ainsi Arsenal à s'imposer dans une victoire 6-1 et sa consoeur Vivianne Miedema a devenir la buteuse la plus prolifique de la ligue anglaise.

## Carrière internationale
Foord a représenté l'Australie dans l'équipe nationale, les U17 et U16.

### Équipe nationale, depuis 2011
Caitlin a fait ses débuts pour les Matildas (surnom de l'équipe Australienne), le 12 mai 2011 lors d'un match amical contre la Nouvelle Zélande à Gosford. Au cours de ce match elle marque son premier but, les Matildas gagne 3-0.
À l'âge de 16 ans, elle est dans la liste des 23 joueuses sélectionnées pour représenter l'Australie lors de la Coupe du monde 2011 qui a lieu en Allemagne. Foord joue 2 des 3 matchs de poule en tant qu'arrière droit. Elle joue ensuite en tant que milieu de terrain lors du quart de finale contre la Suède. Les Australiennes s'inclinent dans une défaite 1-3. Elle est élue meilleure jeune joueuse de la compétition.
En conséquence de son rôle dans cette Coupe du monde, elle reçoit le prix "Jeune Footballer Asiatique de l'année" pour 2011.
Foord est nommé dans la sélection Australienne pour la Coupe d'Asie 2014. Elle apparait dans les 5 matchs des Matildas et marque un but dans un match nul 2-2 face au Japon lors des phases de poule. L'Australie s'incline 1-0 en finale face aux Nippones. Les Matildas décrochent tout de même leur place pour la Coupe du monde 2015.
En 2015, Foord est sélectionné pour sa deuxième fois en Coupe du monde, elle joue cette fois en tant qu'attaquante. Elle est titulaire et joue les 90 minutes dans chaque match de l'Australie. Les Matildas sont éliminées en quart de finale par les Japonaises.

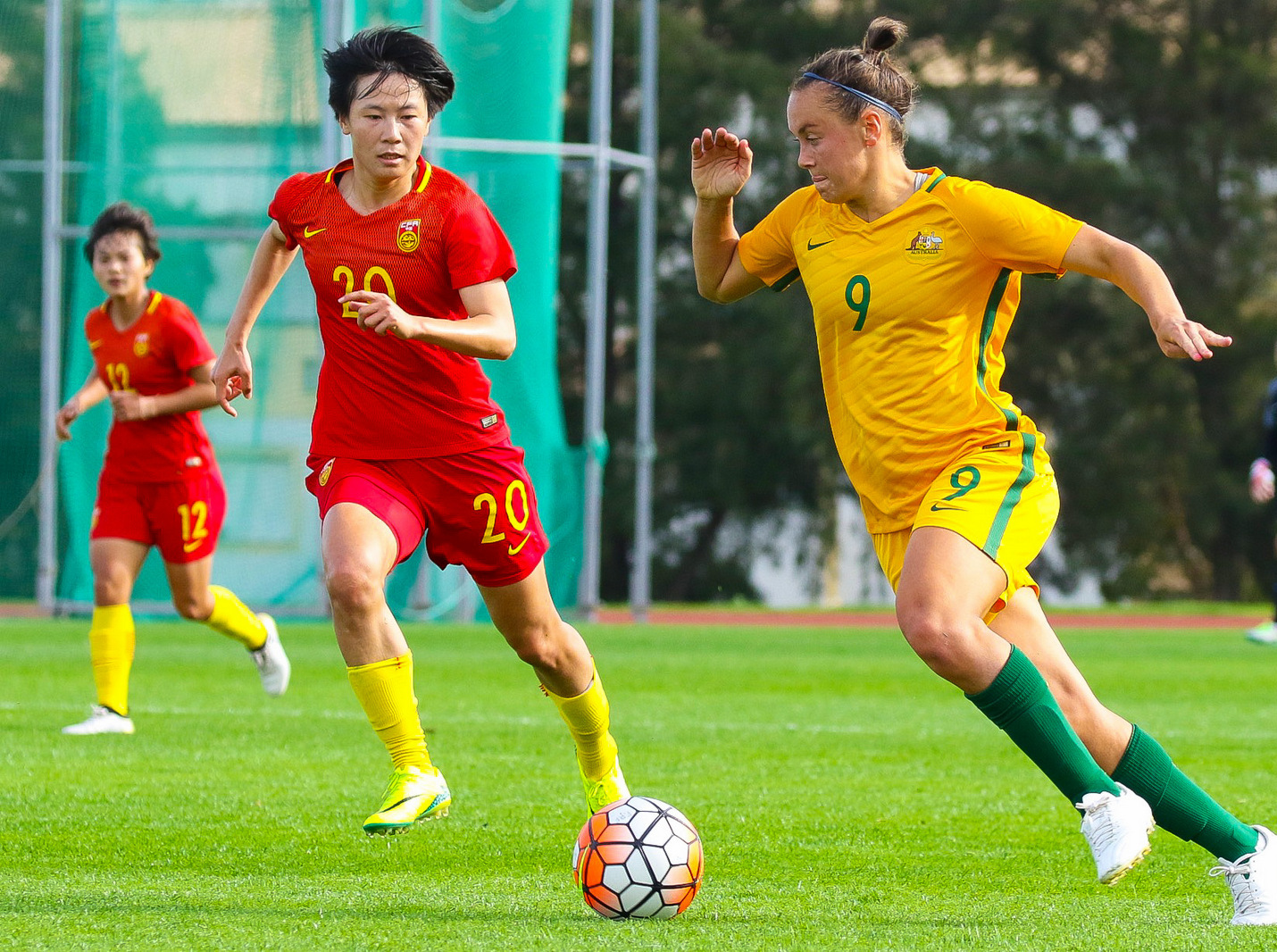
Foord lors de l'édition 2017 de l'Algarve Cup au Portugal.

En 2016, Foord participe à son premier tournoi Olympique. Elle marque un but contre l'Allemagne lors d'un match nul 2-2, en phase de groupe.  L'Australie se fait sortir de la compétition par les hôtes brésiliennes en quart de finale à la suite des tirs au but.
En décembre 2016, Caitlin reçoit le prix "Footballer Asiatique de l'année", devenant ainsi la deuxième personne à avoir reçu ce prix et celui du "Jeune Footballer Asiatique de l'année".
En 2017, l'Australie est sélectionné pour la première édition du Tournoi des Nations (tournoi crée par les États-Unis), aux côtés du Brésil et du Japon. Caitlin marque un doublé face au Brésil dans une victoire 6-1. L'Australie remporte la première édition de ce tournoi.
Malheureusement, à cause de sa blessure en 2018 faite quand elle jouait au Sydney FC, Caitlin rate les éditions 2018 de l'Algarve Cup et de la Coupe d'Asie. Elle fait son retour en sélection pour la 2ème édition du Tournoi des Nations, elle jouera 3 matchs en tant que remplaçantes.
Foord marque son premier triplé en sélection dans un match amical face à la Chili, l'Australie s'impose 5-0.
En mai 2019, Foord est sélectionné pour sa troisième Coupe du monde pour l'édition 2019 en France. Elle joue dans les 4 matchs de l'Australie. En phase de poule elle marque un but contre le Brésil, permettant à l'Australie de gagner 3-2 après avoir été mené pendant 45 minutes 0-2. L'Australie se fait éliminer par la Norvège en 16e de finale.

## Palmarès

### En club
Arsenal
- Vainqueur de la FA WSL Cup : 2024

### Distinctions personnelles
- Coupe du monde Meilleure jeune joueuse : 2011[21]
- Jeune Footballeuse Asiatique de l'année : 2011 [22]
- Fédération d'Australie de football Footballeuse U20 de l'année : 2011[23]
- Footballeuse Asiatique de l'année : 2016[24]